# Mont Rebun
Le mont Rebun (礼文岳, Rebun-dake) est le sommet le plus élevé de l'île Rebun, sur le territoire de la ville de Rebun en Hokkaidō, au Japon. Elle culmine à 490 m d'altitude. La montagne est composée de roches sédimentaires marines du Crétacé inférieur.